# Marcin Boczkowski
Marcin Boczkowski herbu Gozdawa – sędzia ziemski nowogrodzkosiewierski w latach 1623–1628, wojski czernihowski i nowogrodzkosiewierski w latach 1620–1623.
Był uczestnikiem wojny polsko-rosyjskiej lat 1609-1618. Deputat od sejmiku czernihowskiego na sejm 1623 roku.
Był protegowanym Władysława IV.